# Episodi de La figlia di Elisa - Ritorno a Rivombrosa
Gli otto episodi della serie televisiva La figlia di Elisa - Ritorno a Rivombrosa andarono in onda in prima visione su Canale 5 dal 4 novembre al 13 dicembre 2007.
| nº | Titolo           | Prima TV         |
| -- | ---------------- | ---------------- |
| 1  | Primo episodio   | 4 novembre 2007  |
| 2  | Secondo episodio | 11 novembre 2007 |
| 3  | Terzo episodio   | 18 novembre 2007 |
| 4  | Quarto episodio  | 25 novembre 2007 |
| 5  | Quinto episodio  | 2 dicembre 2007  |
| 6  | Sesto episodio   | 6 dicembre 2007  |
| 7  | Settimo episodio | 9 dicembre 2007  |
| 8  | Ottavo episodio  | 13 dicembre 2007 |

## Primo episodio
- Diretto da: Stefano Alleva
- Scritto da: Luca Biglione

### Trama
La giovane Agnese Ristori, dopo un periodo di studi a Parigi, torna a Rivombrosa dove l'attendono il fratello il conte Martino Ristori (Paolo Seganti) e la marchesa Vittoria Granieri Solaro (Anna Safroncik) sua promessa sposa. Lungo la strada del ritorno Agnese si imbatte in un brigante noto come "Lo Sparviero", incontro che la lascerà molto turbata, ma lo Sparviero la lascera' andare incolume. Durante un ricevimento a palazzo della Principessa Di Carignano, Agnese conosce Andrea casalegno  (Giulio Berruti) e il capitano Lorenzo Loya, spietato comandante delle truppe francesi di stanza a Rivombrosa. Tra Agnese e Andrea è colpo di fulmine, ma lei ignora chi sia egli veramente. I due si incontrano segretamente al ruscello e si scambiano i primi baci nel frattempo Lucrezia van necker (Jane Alexander) torna a rivombrosa visto che una serie di reati sono stati graziati da parte dei francesi e dopo mesi di reclusione ne lo castello si presenta alla chiesa del borgo tale evento non viene  accettato da Martino Andrea comunque ignaro del passato della famiglia ristori prende le difese della madre Intanto Loya organizza l'omicidio dei suoi soldati, scorta di un tesoro, e lo Sparviero, che si rivela essere proprio Andrea, promette di smascherarlo intanto Lucrezia scopre grazie all’aiuto di Gasparo che suo figlio si sta frequentando con la contessina ristori e sarà disposta a tutto pur di non far sposare i ragazzi intanto Agnese e Martino si recano alla festa in maschera organizzata a palazzo Granieri Solaro dove Agnese avrebbe dovuto presentare Andrea a Martino; Ristori però lo riconosce come il figlio della marchesa Van Necker e se ne va portando con sé Agnese.
- Ascolti Italia: 3 828 000 - share 17,17%

## Secondo episodio
- Diretto da: Stefano Alleva
- Scritto da: Giuditta Rinaldi

### Trama
Martino Ristori sposa la Marchesa Vittoria Granieri Solaro spinto dal senso del dovere e responsabilità, ma il suo cuore si spingerebbe verso la cugina Emilia Radicati Di Magliano (Valentina Pace) già sposata con un pittore, Fulvio Lucrezia cerca un’alleata nella marchesa Vittoria Granieri Solaro  Subito dopo Agnese viene rapita dallo Sparviero che vorrebbe scambiarla con il grano dei contadini precedentemente requisito da Loya. Lo Sparviero inoltre rivela la sua vera identità alla contessina Ristori: Andrea Van Necker nel frattempo Martino  prova a salvare sua sorella consegnando il grano allo sparviero all’insaputa dei francesi Lucrezia scopre delle intenzioni di Martino e avvisa il capitano loya che giunge sul posto dello scambio e inizia una battaglia con lo sparviero 

## Terzo episodio
- Diretto da: Stefano Alleva
- Scritto da: Gianni Fortis

### Trama
Il capitano Loya vuole sposare Agnese, per raggiungere il suo scopo si allea con la marchesa Vittoria a sua volta alleata di Lucrezia Van Necker, madre di Andrea, dopo aver scontato l’esilio e tornata lì per i vecchi crimini cancellati dai francesi ed ancora accecata dall'odio verso la defunta Elisa. Nel frattempo lo Sparviero ottiene il grano dei contadini! Nel frattempo vittoria e lucrezia tramano contro agnese Martino rifiuta la proposta di matrimonio di loya con felicità di Agnese durante una festa a palazzo caregnano Lucrezia si presenta e si pente di tutto quello che ha fatto ed è favorevole all’unione dei due innamorati ma in realtà sta ingannando tutti nel frattempo Agnese si dirige a palazzo van necker e decide di sposarsi con Andrea ma mentre lui va a prendere il prete lucrezia scrive una lettera al figlio e poi tenta di uccidere Agnese ma Lucrezia viene uccisa da Martino sopraggiunto sul luogo e spara alla donna per legittima difesa, dopo aver cercato di uccidere Agnese.

## Quarto episodio
- Diretto da: Stefano Alleva
- Scritto da: Maddalena De Panfilis

### Trama
Loya arresta Martino, che aveva minacciato di morte lucrezia la sera prima, con l'accusa di omicidio premeditato, in realtà era solo un'ira temporanea di Martino la sera prima. Gasparo  il maggiordomo di Lucrezia legge la lettera che lei ha scritto al figlio Andrea prima di morire e la nasconde e fa sparire pure il pugnale che Lucrezia ha usato per tentare di uccidere Agnese Per ottenere la liberazione del marito Vittoria si concede al capitano. Nel frattempo Andrea si allontana da Agnese per evitare altre sciagure. Intanto si scopre qualcosa sul passato di Loya, con l'arrivo della sua amica Caterina intanto Emilia e preoccupata per l’arresto del fratello mentre fulvio e geloso del conte sturani 

## Quinto episodio
- Diretto da: Stefano Alleva
- Scritto da: Anna Cherubini e Lucilla Schiaffino

### Trama
Agnese cerca ancora di parlare con Andrea ma lo vede baciare la principessa di Carignano. Distrutta dal dolore decide di sottostare alle pressioni di Loya e accetta di sposarlo. Andrea mette in vendita il palazzo e si predispone a tornare a Venezia, lasciando i panni dello Sparviero. Tutti cercano di dissadere Agnese dall'unirsi in matrimonio con il capitano Loya e Martino arriva addirittura a chiedere una nuova incarcerazione pur di salvare sua sorella che come un agnello sacrificale arriva in chiesa intanto gasparo impazzisce per la mancanza della sua padrona e nasconde la lettera nella tomba di Lucrezia poi se ne va e muore intanto Andrea sopraggiunge in chiesa e porta via Agnese e i due si concedono alla passione 

## Sesto episodio
- Diretto da: Stefano Alleva
- Scritto da: Sara Mosetti

### Trama
Andrea irrompe in chiesa e dichiara di amare Agnese, che fugge con lui abbandonando Loya all'altare. Questo scatena l'ira del Capitano che ordina prima l'arresto di Martino che viene salvato dal ritrovamento della lettera incriminante di Lucrezia, poi l'eliminazione del marchese VanNecker e in seguito l'assalto al borgo con l'ordine di torturare i contadini sino a quando si scoprirà chi è lo Sparviero. Martino avvisato, fa fuggire i contadini e li raduna tutti a Rivombrosa mentre i francesi danno l'assedio al castello. Qui Andrea, ferito, trova rifugio e viene curato.

## Settimo episodio
- Diretto da: Stefano Alleva
- Scritto da: Stefano Piani

### Trama
Loya assedia Rivombrosa impedendo a chiunque di uscire. Andrea decide di costituirsi, ma in quel momento arriva il generale francese che ordina il ritorno al forte. Tutti più tranquilli organizzano il ballo del fidanzamento tra Andrea e Agnese, senza accorgersi che Vittoria nota le mosse furtive del marchese VanNecker e di Primo. In effetti Vittoria riesce a trovare la maschera dello sparviero e la porta a Loya, facendosi promettere di portarla a Parigi e facendosi donare un anello che poi scoprirà essere di Napoleone. Loya organizza il ritrovamento di alcuni oggetti nel castello VanNecker e corre ad arrestare Andrea che riesce a fuggire con Agnese appena in tempo. Nel frattempo il pittore Fulvio Gritti tenta di violentare la figlia del Marchese Granieri e viene sfidato a duello morendo e lasciando vedova Emilia che è incinta di Martino. Jacopo viene catturato e torturato, finendo per tradire lo sparviero.

## Ottavo episodio
- Diretto da: Stefano Alleva
- Scritto da: Nicola Cometti e Donatella Fossataro